# Ekateríni Nikolaïdou
Ekateríni Nikolaïdou (grec moderne : Αικατερίνη Νικολαΐδου), née le 22 octobre 1992 à Kateríni, est une rameuse grecque.

## Palmarès

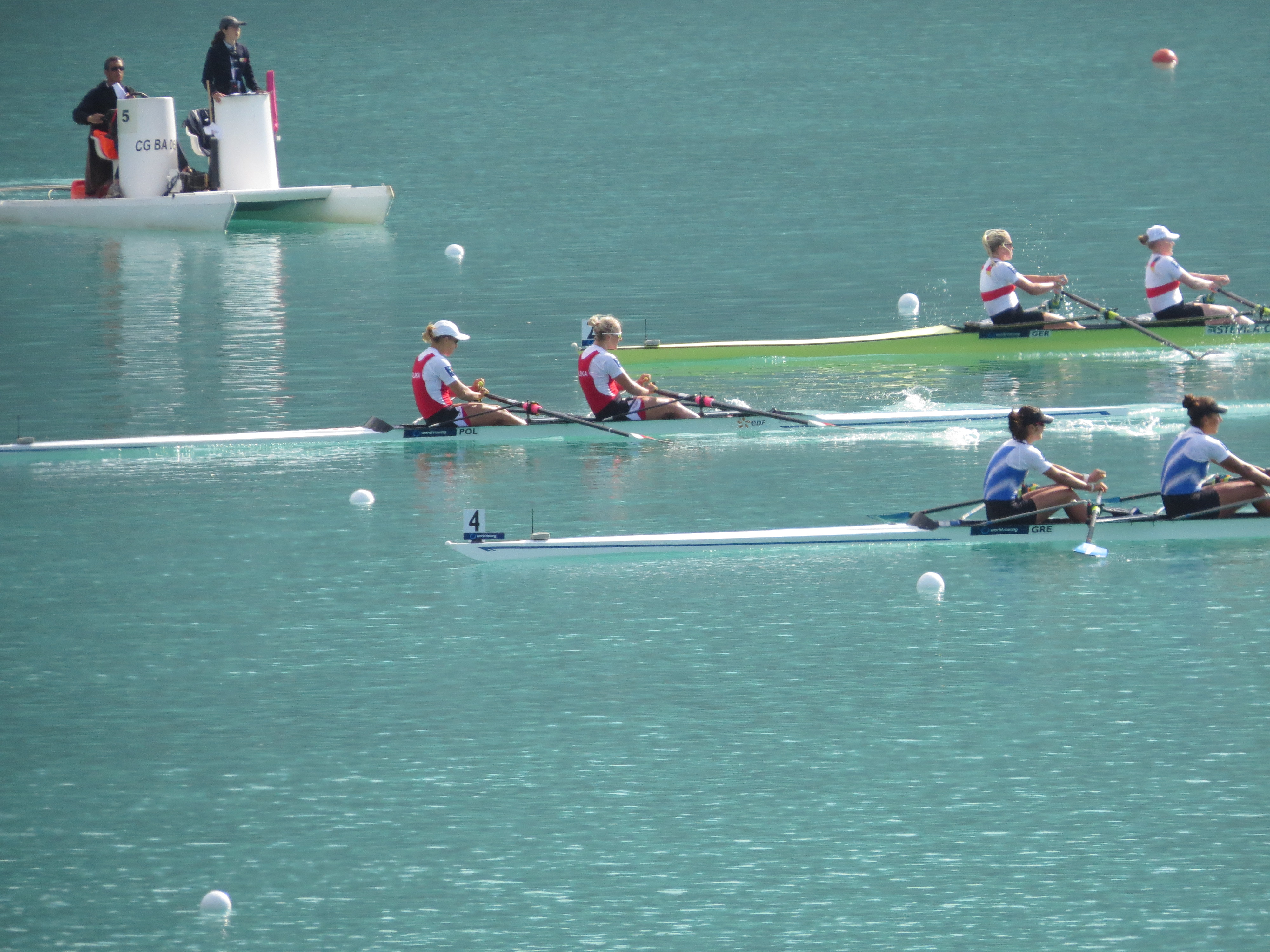
Ekateríni Nikolaïdou et Sofía Asoumanáki lors de la demi-finale des championnats du monde 2015.

### Championnats du monde
| Discipline     | Chungju 2013 Corée du Sud | Amsterdam 2014 Pays-Bas | Aiguebelette 2015 France |
| -------------- | ------------------------- | ----------------------- | ------------------------ |
| Skiff, pl      | Argent                    | Argent                  |                          |
| Deux de couple |                           |                         | Argent                   |

### Championnats d'Europe
| Discipline | Séville 2013 Espagne | Belgrade 2014 Serbie | Poznań 2015 Pologne |
| ---------- | -------------------- | -------------------- | ------------------- |
| Skiff, pl  |                      | Or                   |                     |

### Jeux méditerranéens
| Discipline | Mersin 2013 Turquie | Tarragone 2018 Espagne |
| ---------- | ------------------- | ---------------------- |
| Skiff, pl  | Or                  |                        |
| Skiff      |                     | Or                     |